# St. Georg (Hohenhaslach)

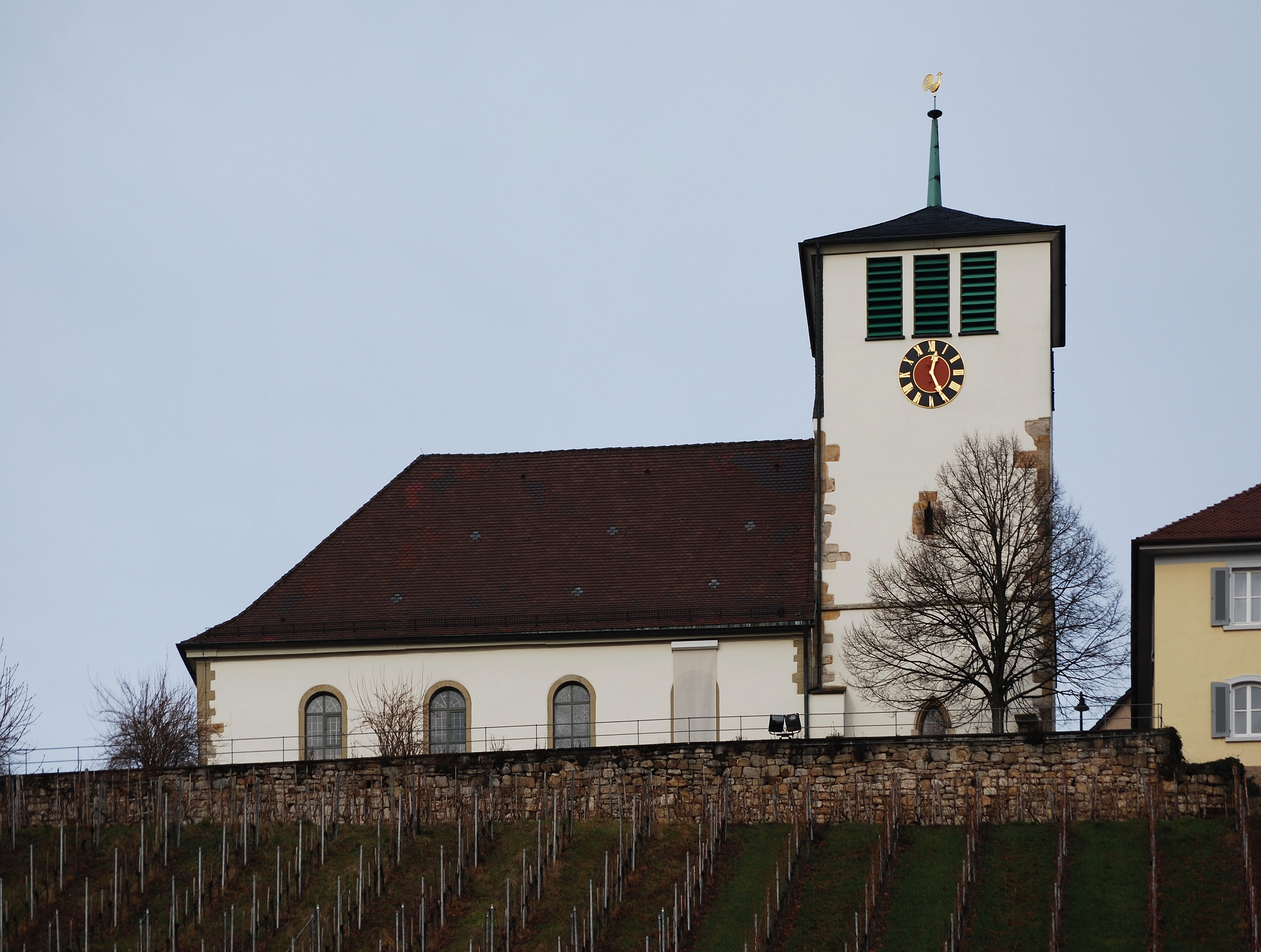
St. Georg in Hohenhaslach

Die evangelische Pfarrkirche St. Georg steht in Hohenhaslach, einem Stadtteil von Sachsenheim im Landkreis Ludwigsburg in Baden-Württemberg. Das Bauwerk ist beim Landesamt für Denkmalpflege Baden-Württemberg als Baudenkmal eingetragen. Die Kirchengemeinde gehört zum Kirchenbezirk Vaihingen-Ditzingen der Evangelischen Landeskirche in Württemberg.

## Beschreibung

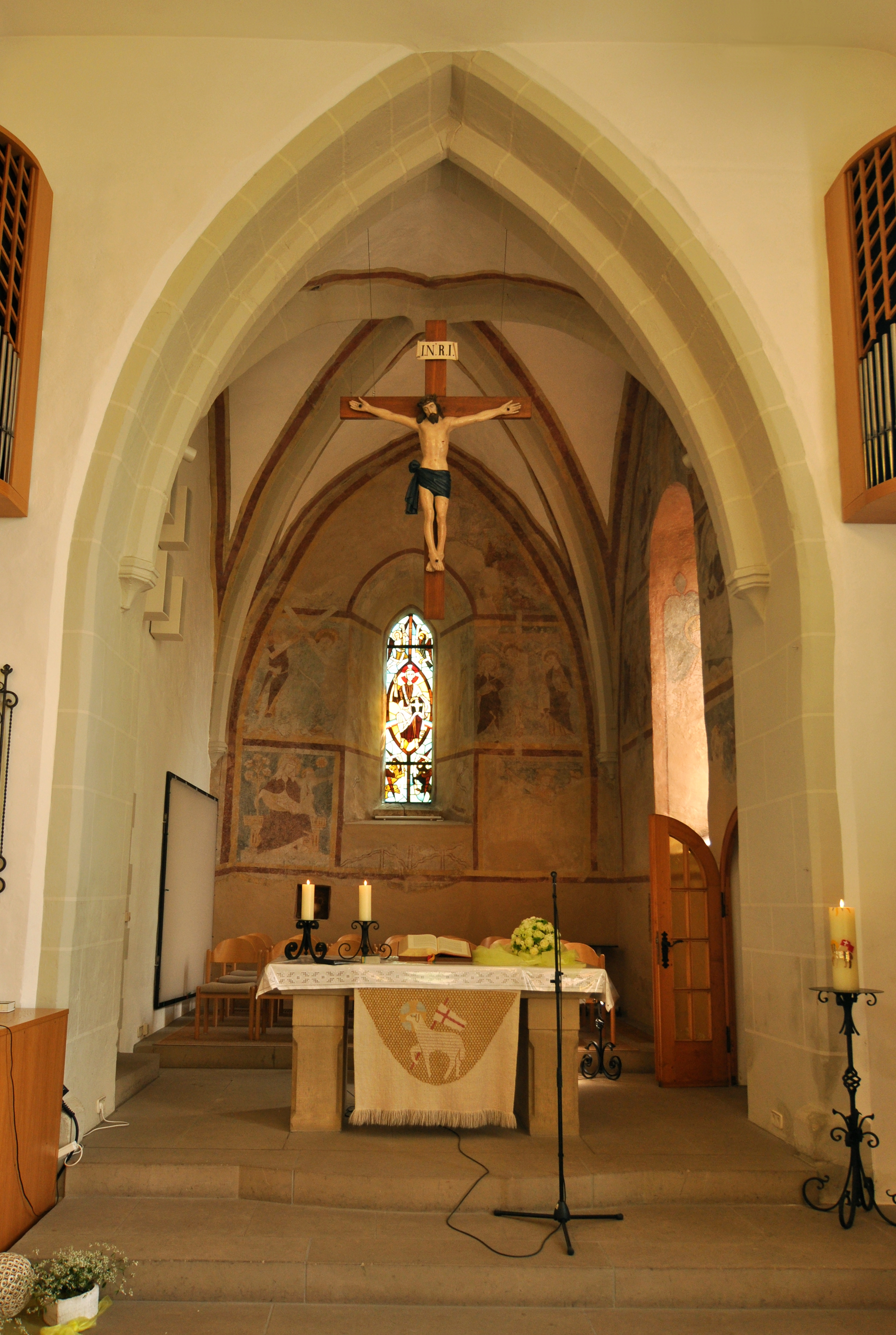
Chor

Die im 13. Jahrhundert erbaute frühgotische Saalkirche besteht aus einem Langhaus, das im 16. Jahrhundert nach Norden verbreitert wurde, und einem Chorturm im Osten, der 1813 mit Geschossen aufgestockt wurde, die den Glockenstuhl mit vier Kirchenglocken und die Turmuhr beherbergen, und der mit einem flachen Pyramidendach bedeckt wurde. Der Chor im Erdgeschoss des Chorturms ist mit einem Kreuzrippengewölbe überspannt und mit einem Werkzyklus als Wandmalerei versehen. Als Orgel dient eine Digitale Sakralorgel.